# Tři králové (komiks)
Tři králové je stostránkový výpravný komiks z období protektorátu zachycující důležité momenty protiněmeckého odboje organizovaného ilegální zpravodajsko - sabotážní skupinou Obrany národa s krycím názvem Tři králové. Časově komiks pokrývá činnost podplukovníka Josefa Balabána, podplukovníka Josefa Mašína a štábního kapitána Václava Morávka v období od jara roku 1939 do počátku léta roku 1942. Kromě třech vojenských důstojníků, kteří se stali klíčovými postavami nekomunistického domácího odboje, zachycuje komiks i další význačné osobnosti a skupiny zapojené do nelegálních struktur protiněmeckého odporu.
Autorem komiksu je Zdeněk Ležák, více než 500 kreseb tvořil výtvarník Michal Kocián déle než rok. Barevně je komiks koncipován tak, že s postupem děje (jak se jednotlivé osudy hlavních postav naplňují) se obrázky stávají stále temnější a ubývá jejich barevnosti. Dílo je zpracováno tak, aby osudy Balabána, Mašína a Morávka oslovily především mladou generaci. Čtenáře dříve narozené, kterým ve školních lavicích totalitní osnovy nekomunistický odboj zamlčovaly nebo tendenčně zkreslovaly, může komiks podnítit k hlubšímu studiu historie domácího odboje, o němž po sametové revoluci vyšlo již dostatek objektivních publikací.
Grafickou úpravu a tiskovou přípravu komiksu zpracoval Pavel Růt. Knihu vydalo nakladatelství Argo v Praze v roce 2017 (první vydání) jako svoji 3424. publikaci. Kromě základních informací o knize (kdo, kde a kdy byla vydána) a samotného příběhu Tří králů nechybí na počátku knihy úvodní slovo autora. V závěru knihy jsou pak stručné medailonky (viz níže) a úplný konec knihy je doplněn bonusem v podobě galerie rozpracovaných a částečně dokončených kreseb jako "dokumentace procesu zrodu" některých stránek komiksu.

## Další postavy
Kromě hlavních postav nalezne čtenář v komiksu následující osobnosti s nimiž se Tři králové v odboji setkávali (každá postava má pak na konci knihy uveden stručný životopisný medailonek):
- Felix Mann (* 1905 - † 1942)
- Zdena Mašínová (* 1907 - † 1956)
- Josef Líkař (* 1903 - † 1942)
- Ulrich Geschke (* 1907 - † ????)
- Oskar Fleischer (* 1892 - † ????)
- Ctibor Novák (* 1902 - † 1955)
- Alois Janotka (* 1891 - † 1990)
- Vladimír Krajina (* 1905 - † 1993)
- Josef Churavý (* 1894 - † 1942)
- Karel Prokop (* 1893 - † 1942)
- Stanislav Medřík (* 1897 - † 1942)
- Miroslav Prokop (* 1922 - † 1942)
- Jindřich Klečka (* 1913 - † 1941)
- Antonín Němeček (* 1915 - † 1942)
- Jaroslav Valenta (* 1911 - † 1942)
- Rudolf Mareš (* 1909 - † 1944)
- Jan Smudek (* 1915 - † 1999)
- Paul Thümmel (* 1902 - † 1945)
- Vojtěch Preissig (* 1873 - † 1944)
- Irena Bernášková (* 1904 - † 1942)
- Jiří Zeman (* 1892 - † 1942)
- Jan Karel (* 1909 - † 1942)
- Otakar Schiedeck (* 1902 - † 1943)
- Jaroslav Nachtmann (* 1915 - † 1995)
- František Peltán (* 1913 - † 1942)
- Magda Rezková (* 1895 - † 1982)
- Reinhard Heydrich (* 1904 - † 1942)
- Karl Hermann Frank (* 1898 - † 1946)
- Alois Eliáš (* 1890 - † 1942)
- Wilhelm Schultze (* 1909 - † ????)
- Václav Krupka (* 1914 - † 1994)
- Alfréd Bartoš (* 1916 - † 1942)
- Jiří Potůček (* 1919 - † 1942)
- Václav Řehák (* 1911 - † 1942)
- Jozef Gabčík (* 1912 - † 1942)
- Josef Valčík (* 1914 - † 1942)
- Ladislav Vaněk (* 1906 - † 1993)

Další postavy
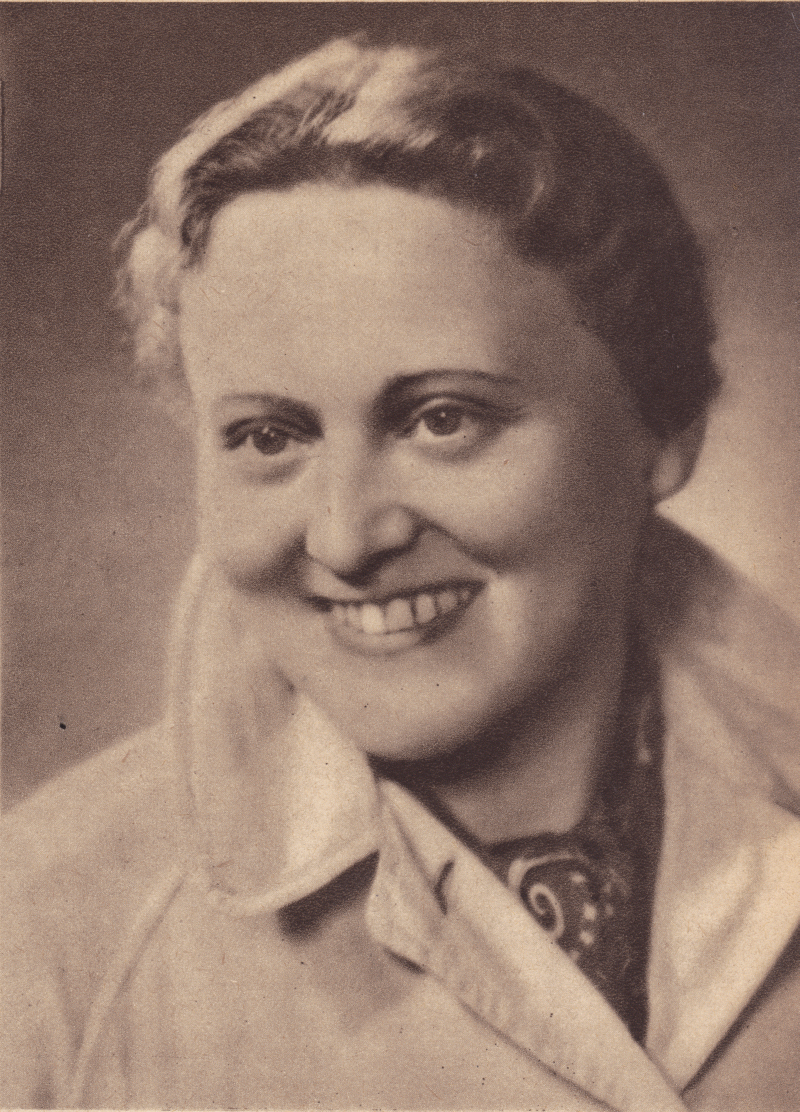
Zdena Mašínová (* 1907 – † 1956)
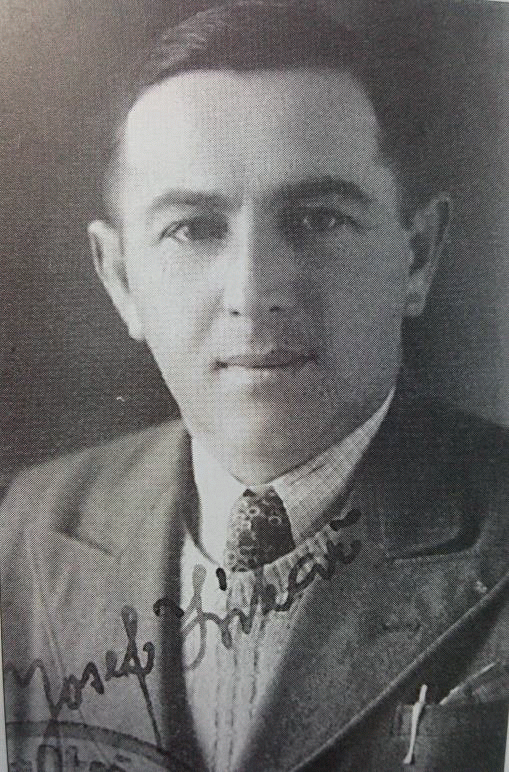
Josef Líkař (* 1903 – † 1942)
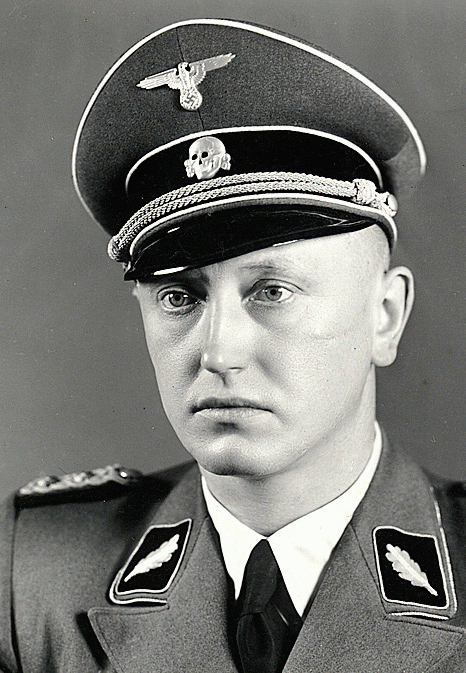
Ulrich Geschke (* 1907 – † ????)
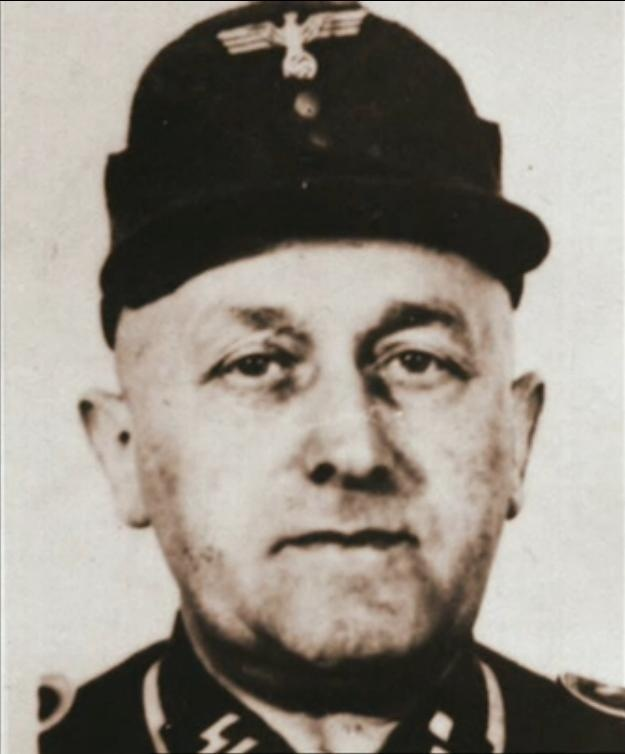
Oskar Fleischer (* 1892 – † ????)
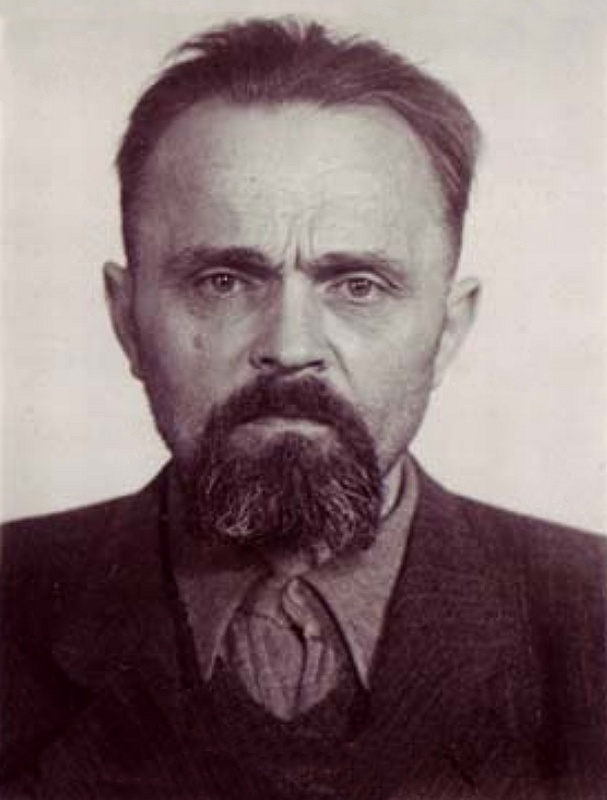
Ctibor Novák (* 1902 – † 1955)
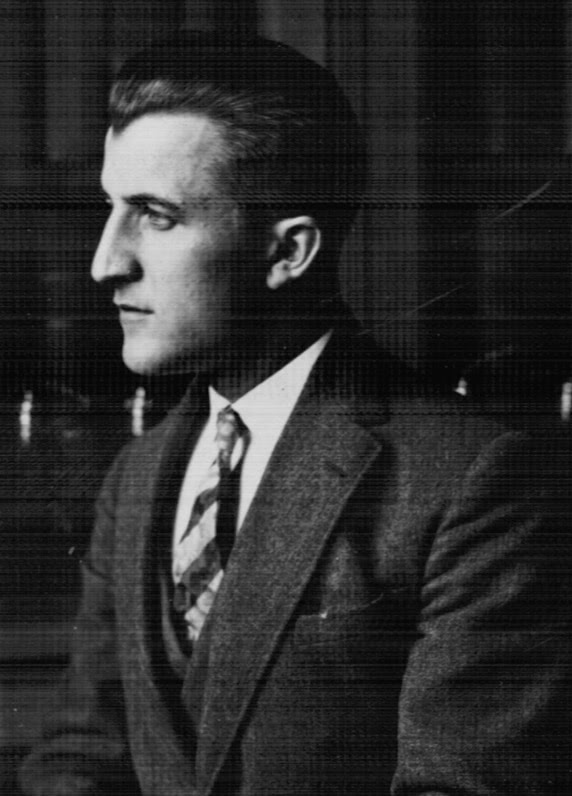
Vladimír Krajina (* 1905 – † 1993)
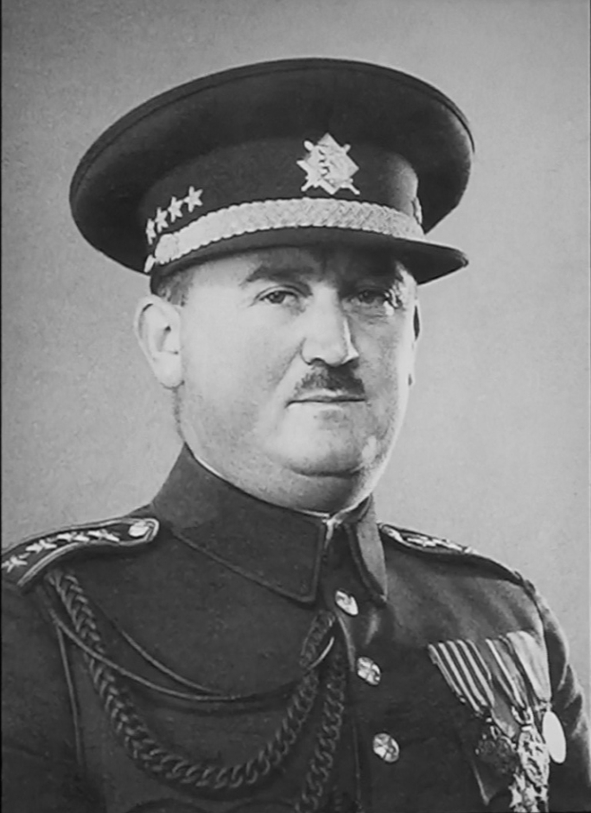
Josef Churavý (* 1894 – † 1942)
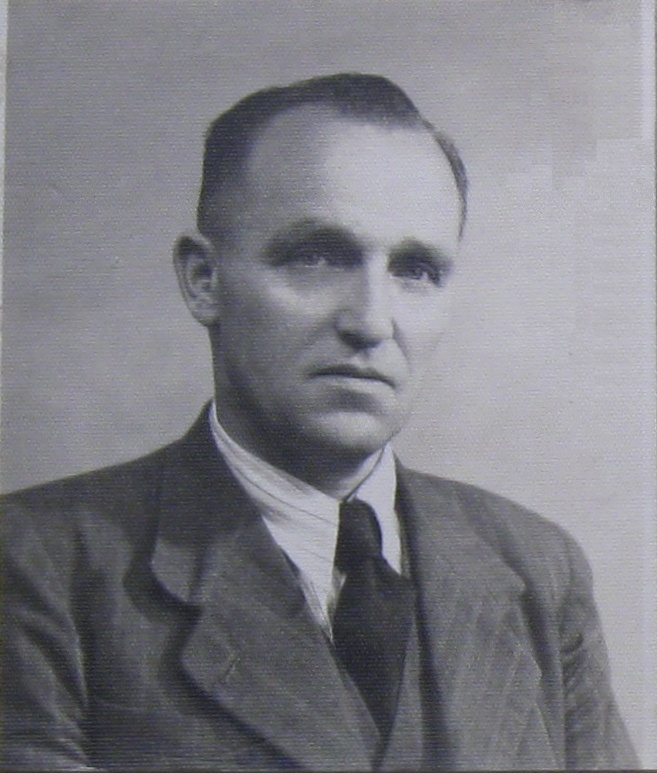
Karel Prokop (* 1893 – † 1942)
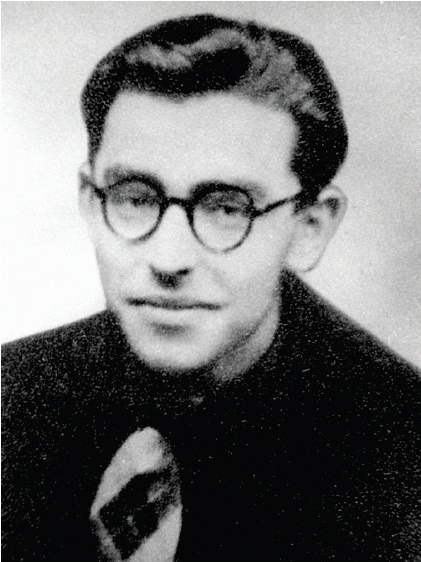
Miroslav Prokop (* 1922 – † 1942)
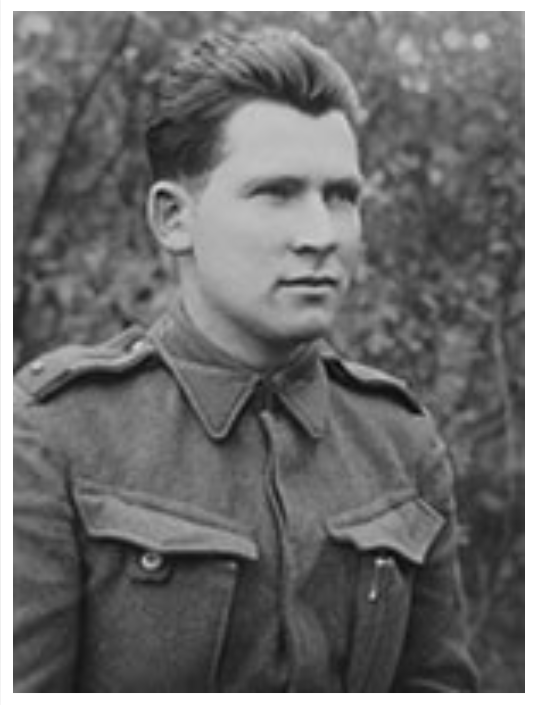
Jindřich Klečka (* 1913 – † 1941)
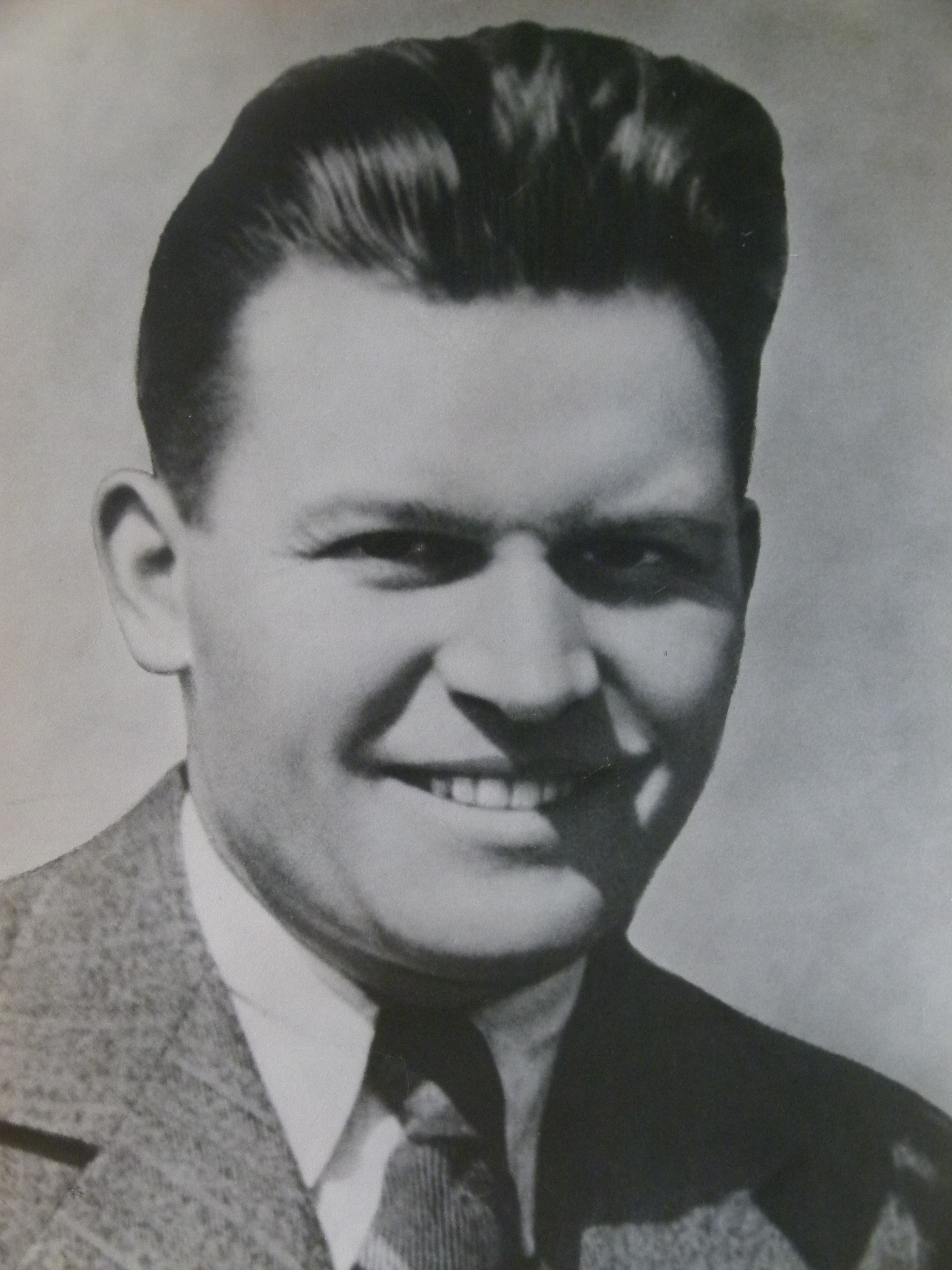
Rudolf Mareš (* 1909 – † 1944)
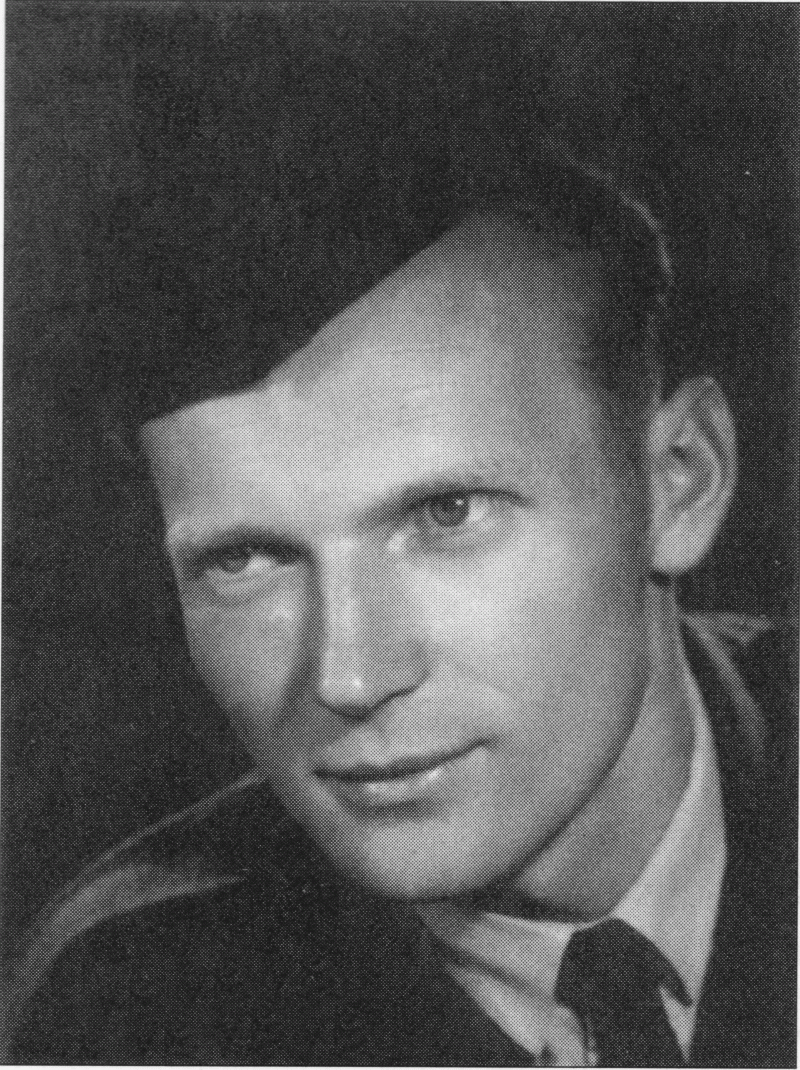
Jan Smudek (* 1915 – † 1999)
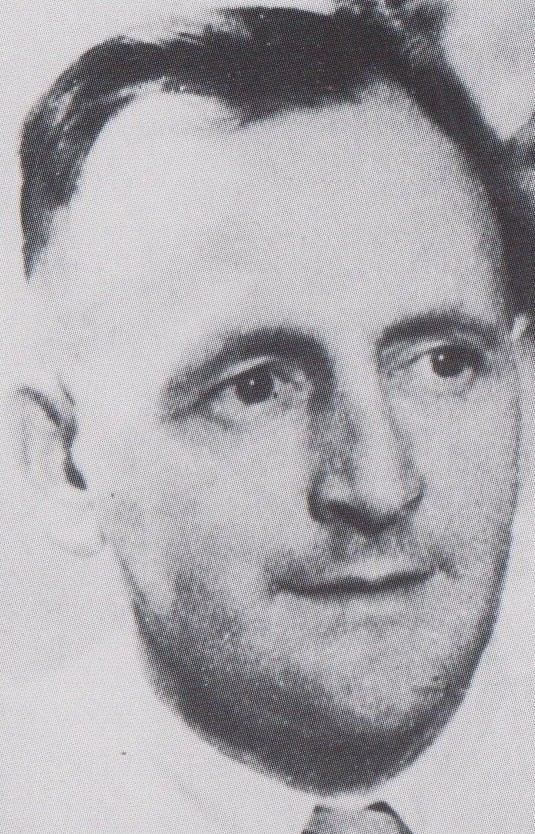
Paul Thümmel (* 1902 – † 1945)
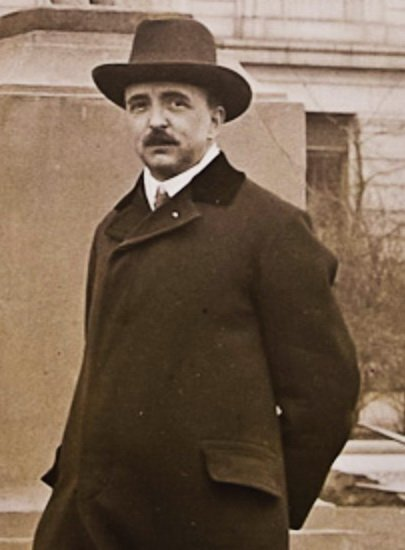
Vojtěch Preissig (* 1873 – † 1944)
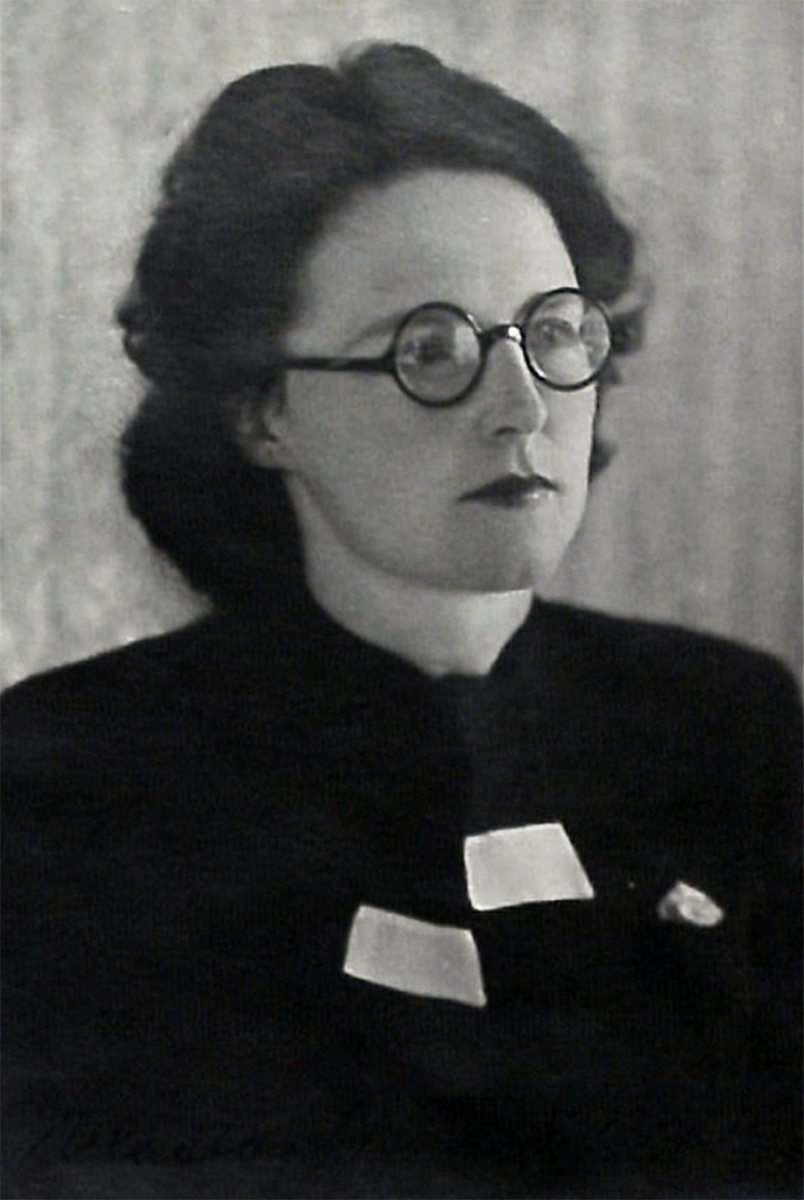
Irena Bernášková (* 1904 – † 1942)
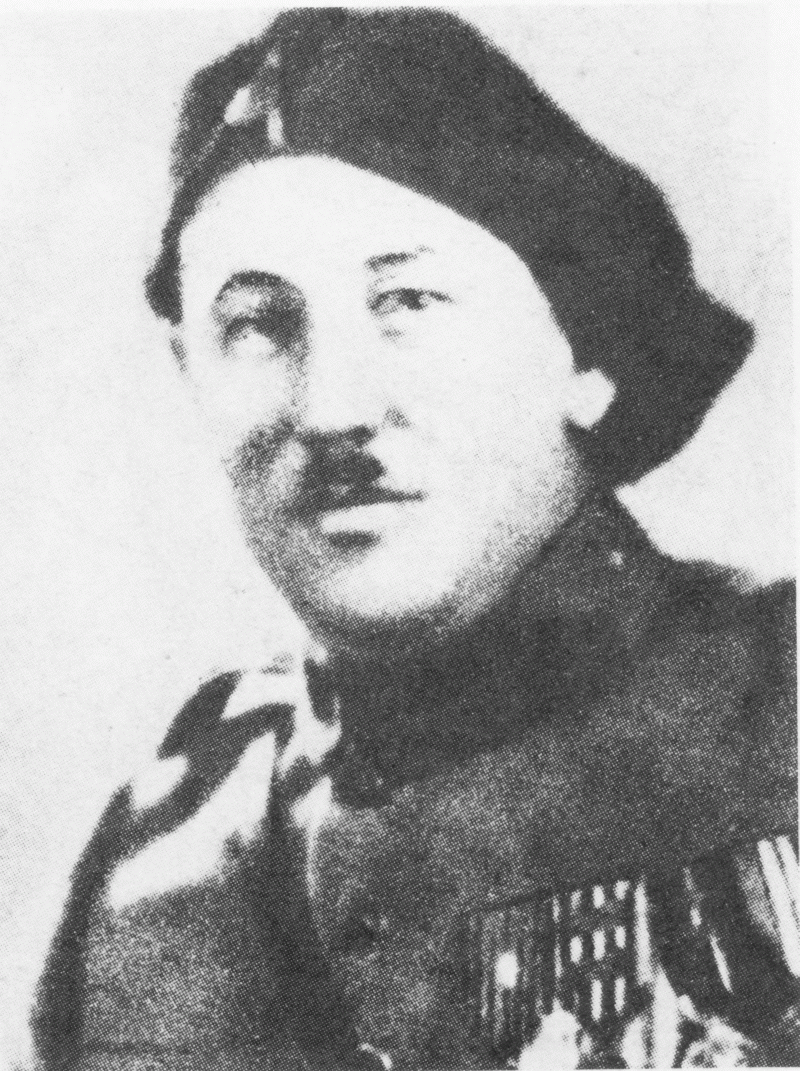
Jiří Zeman (* 1892 – † 1942)
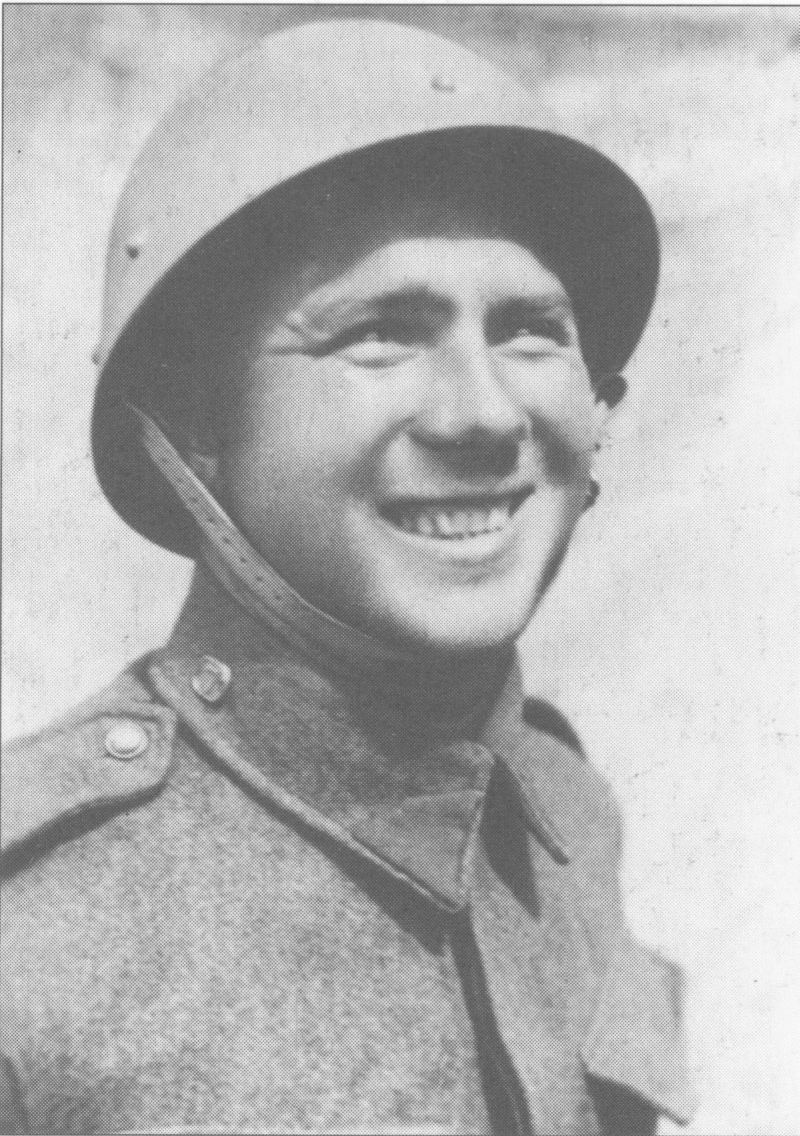
Jan Karel (* 1909 – † 1942)
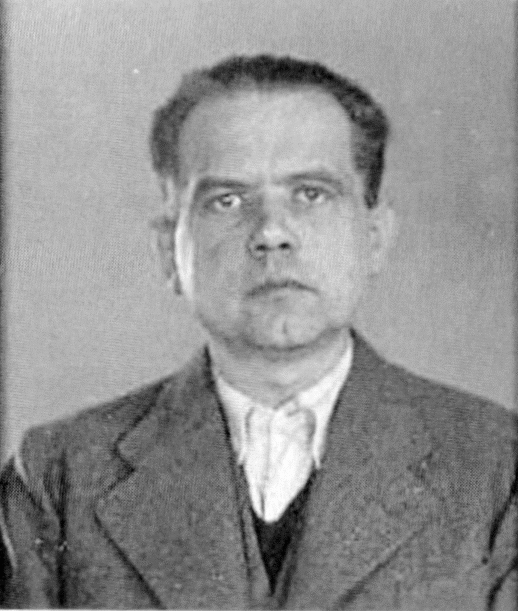
Otakar Schiedeck (* 1902 – † 1943)
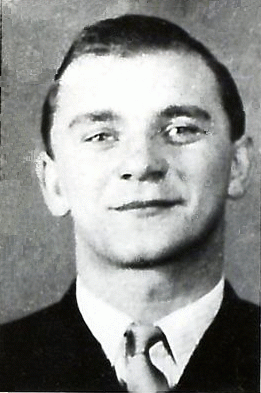
Jaroslav Nachtmann (* 1915 – † 1995)
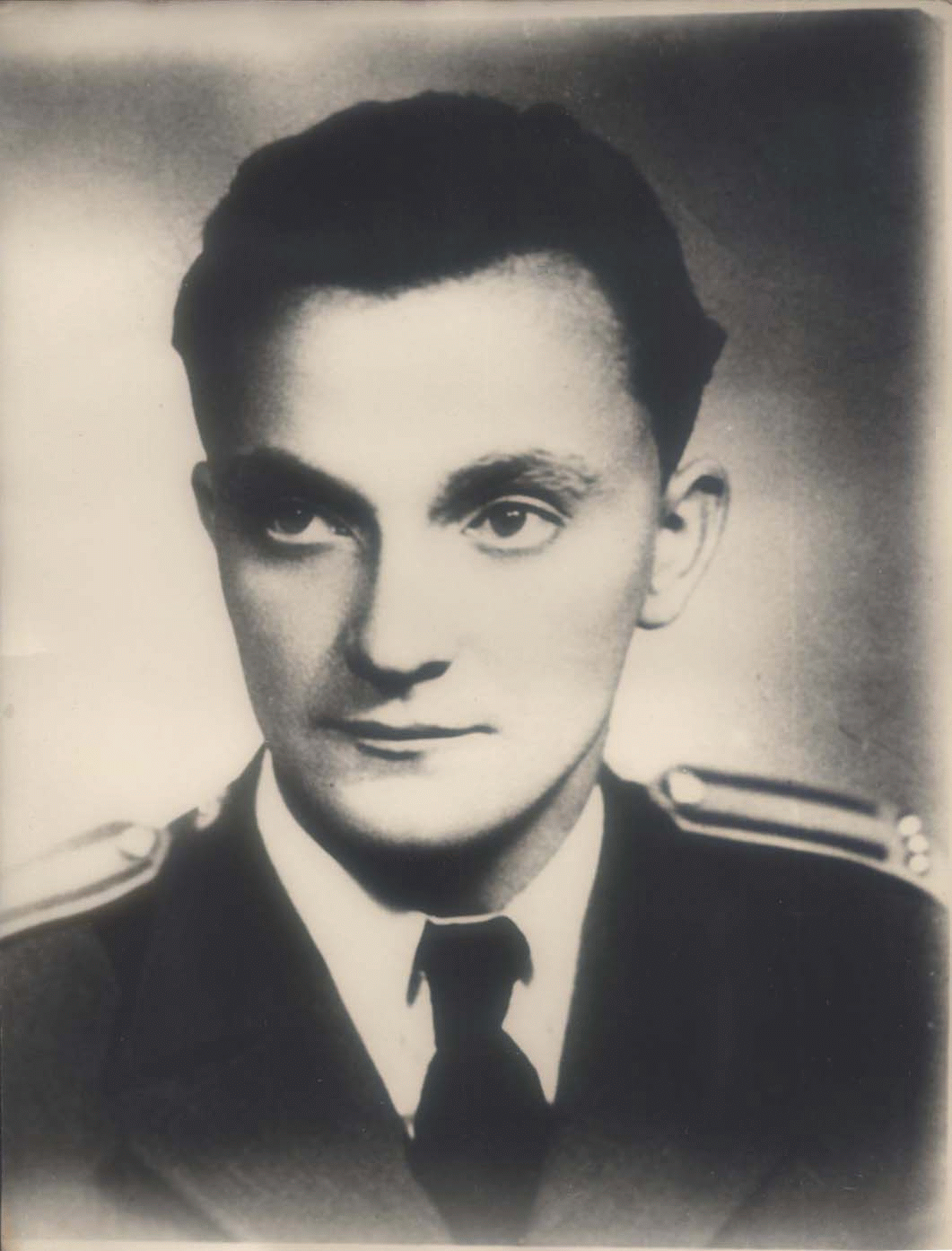
František Peltán (* 1913 – † 1942)
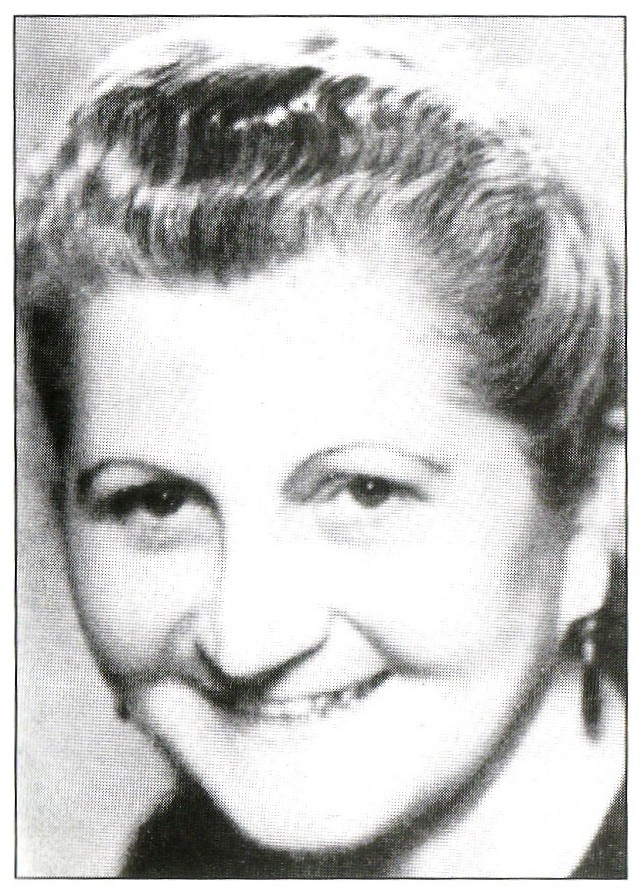
Magda Rezková (* 1895 – † 1982)
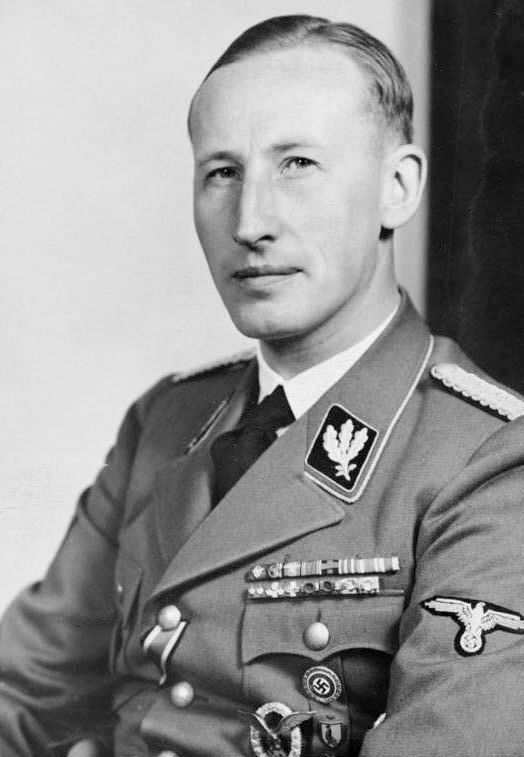
Reinhard Heydrich (* 1904 – † 1942)
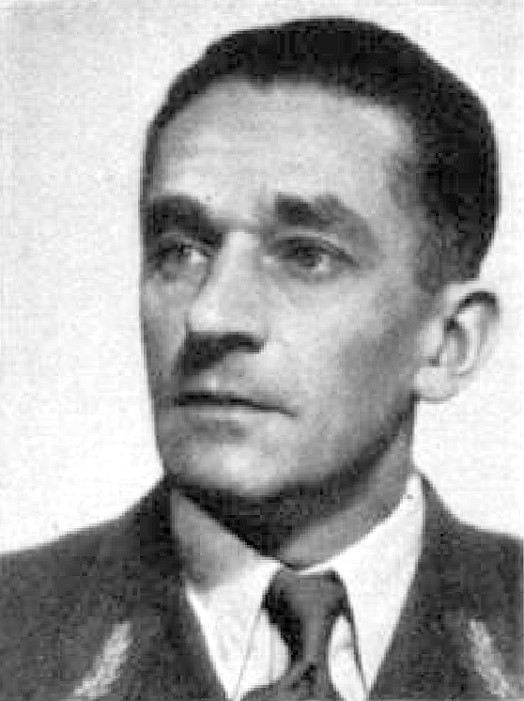
Karl Hermann Frank (* 1898 – † 1946)
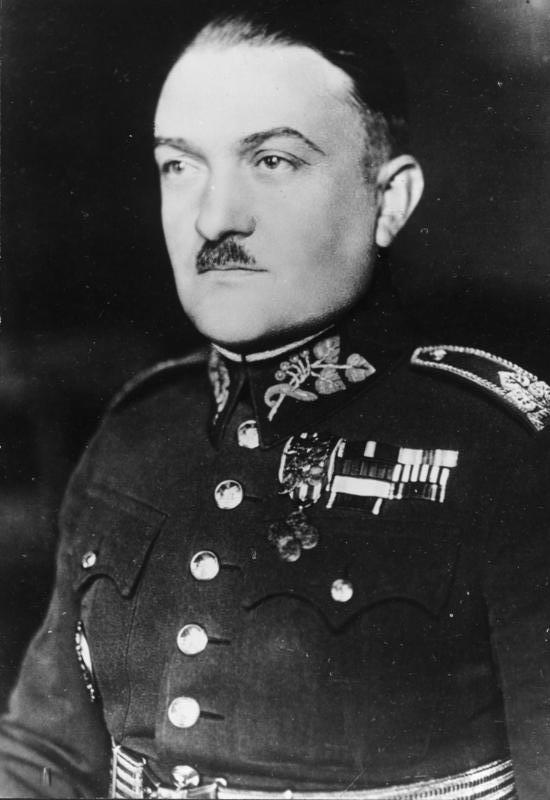
Alois Eliáš (* 1890 – † 1942)
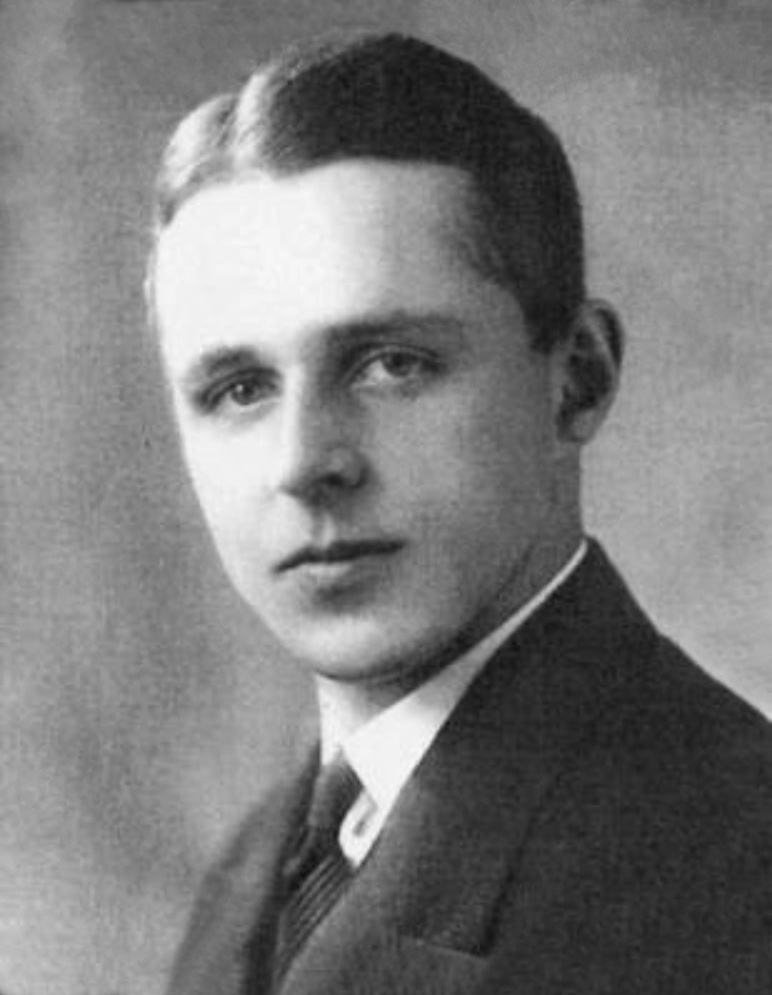
Wilhelm Schultze (* 1909 – † ????)
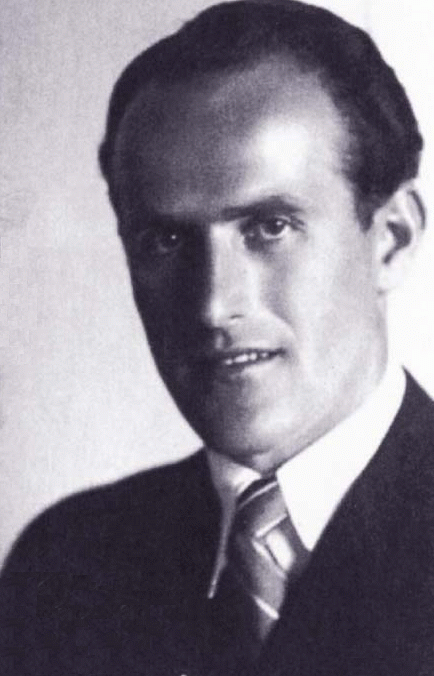
Václav Krupka (* 1914 – † 1994)
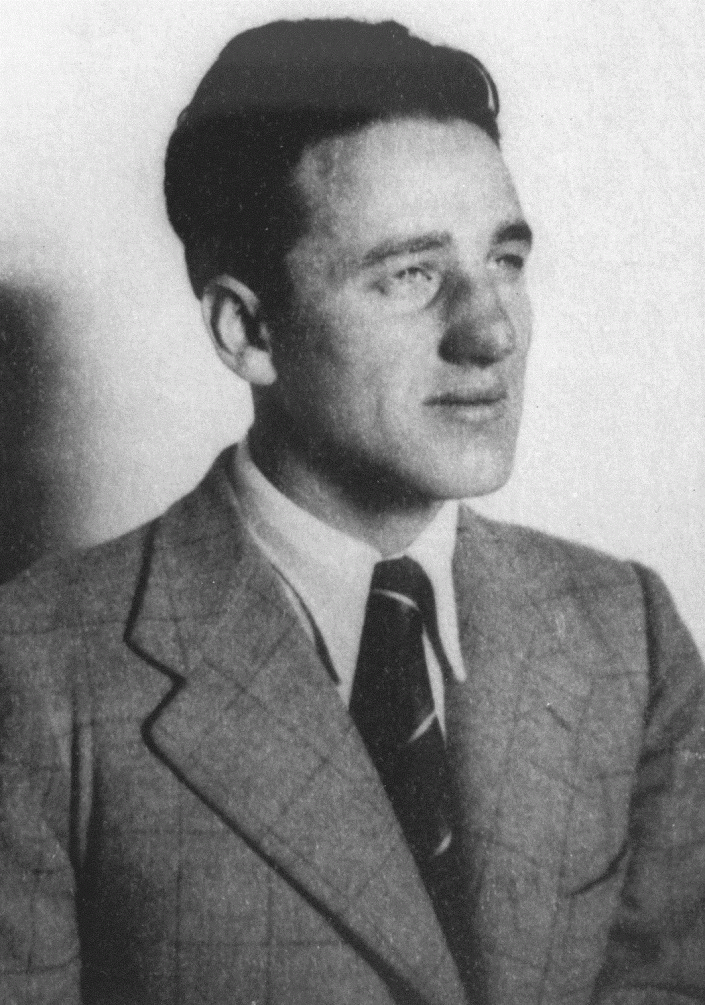
Alfréd Bartoš (* 1916 – † 1942)
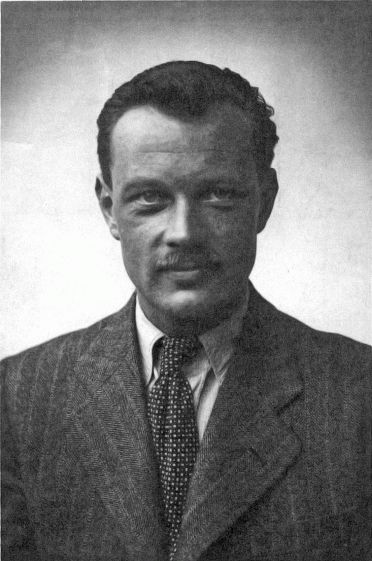
Jiří Potůček (* 1919 – † 1942)
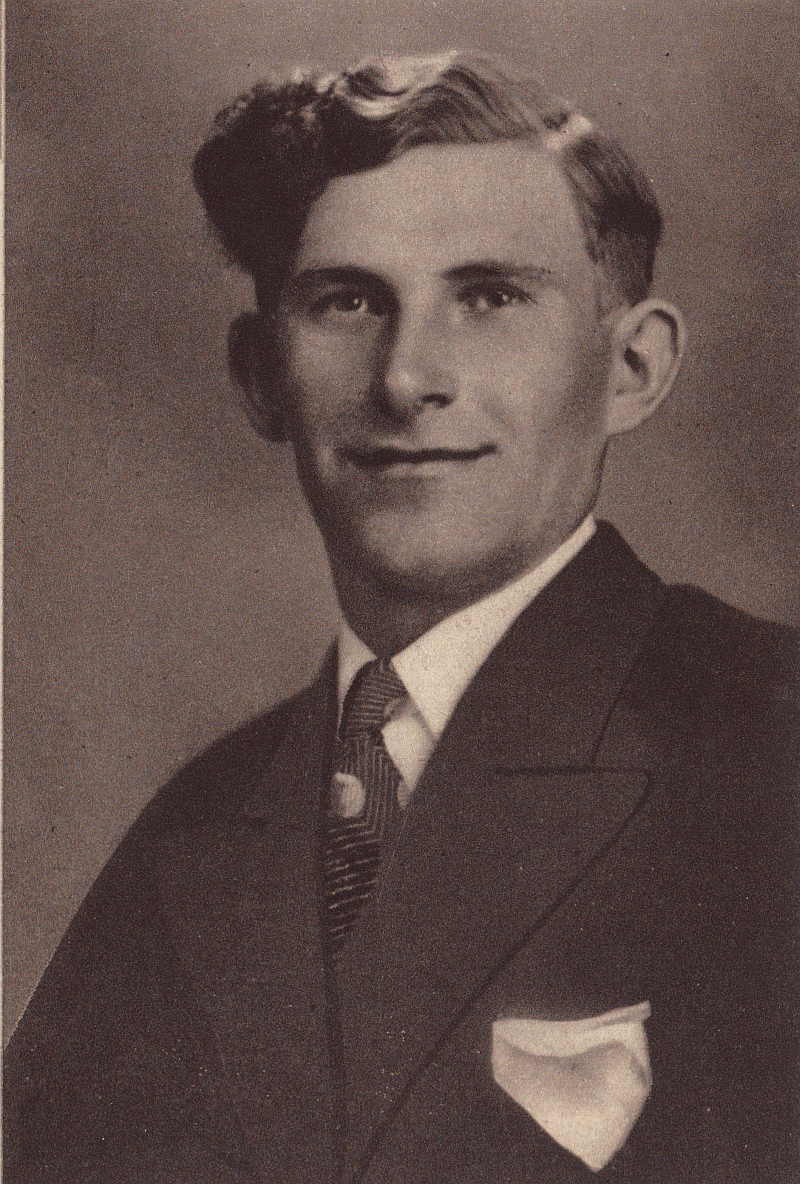
Václav Řehák (* 1911 – † 1942)
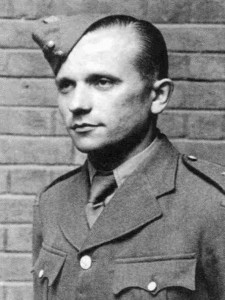
Jozef Gabčík (* 1912 – † 1942)
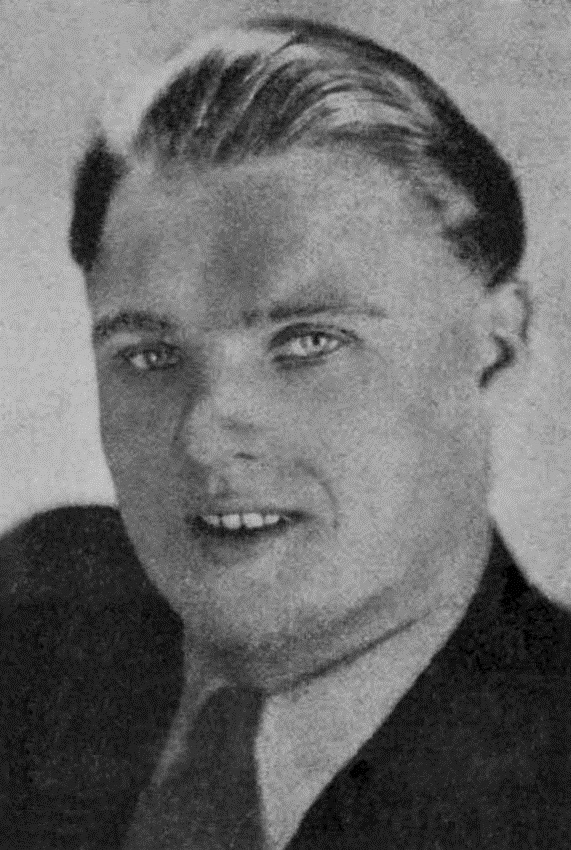
Josef Valčík (* 1914 – † 1942)
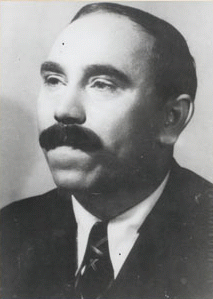
Ladislav Vaněk (* 1906 – † 1993)